# Lajos Batthyány (politico 1696)
Lajos Ernő Batthyány, italianizzato in Luigi Ernesto Batthyány (7 marzo 1696 – 26 ottobre 1765), è stato un politico ungherese, Cancelliere e Palatino d'Ungheria.

## Biografia
Lajos Ernő Batthyány era il figlio primogenito del conte Adam II Batthyány (1662-1703) e di sua moglie, Eleonóra Strattmann, e fratello del generale Károly Batthyány.
Dal 1732 al 1746 egli fu Cancelliere nel Regno d'Ungheria, giocando un ruolo significativo nel 1741 all'assemblea nazionale, sostenendo la politica dell'Imperatrice Maria Teresa d'Austria, divenuta anche Regina d'Ungheria. Nel 1751 il parlamento nazionale lo elesse Palatino d'Ungheria.
Tra il 1754 ed il 1755 a Bicske fece costruire un grandioso palazzo che constava di 24 camere, il tutto su due piani. Verso la fine della sua vita, divenne impopolare a causa di alcune sue riforme che aumentarono le imposte e resero più dure le condizioni dei servi della gleba.
Alla sua morte nel 1765, a Nagykanizsa venne fondato un liceo con il suo nome, al quale egli legò 10.000 fiorini come contributo.